# Paul Hunter Classic 2008
Das Paul Hunter Classic 2008 (bzw. die Paul Hunter Classics 2008) fand vom 28. bis 31. August 2008 in Fürth statt. Es gilt als das größte Snooker-Pro-Am-Turnier der Welt, bei dem es nicht um Weltranglistenpunkte geht. Das Turnier fand zum dritten Mal nacheinander in der Stadthalle in Fürth statt. Sieger wurde der britische Snookerspieler Shaun Murphy. Der Vorjahressieger Barry Pinches schied bereits in der Runde der letzten 32 gegen den späteren Turniersieger aus.

## Probleme im Vorfeld

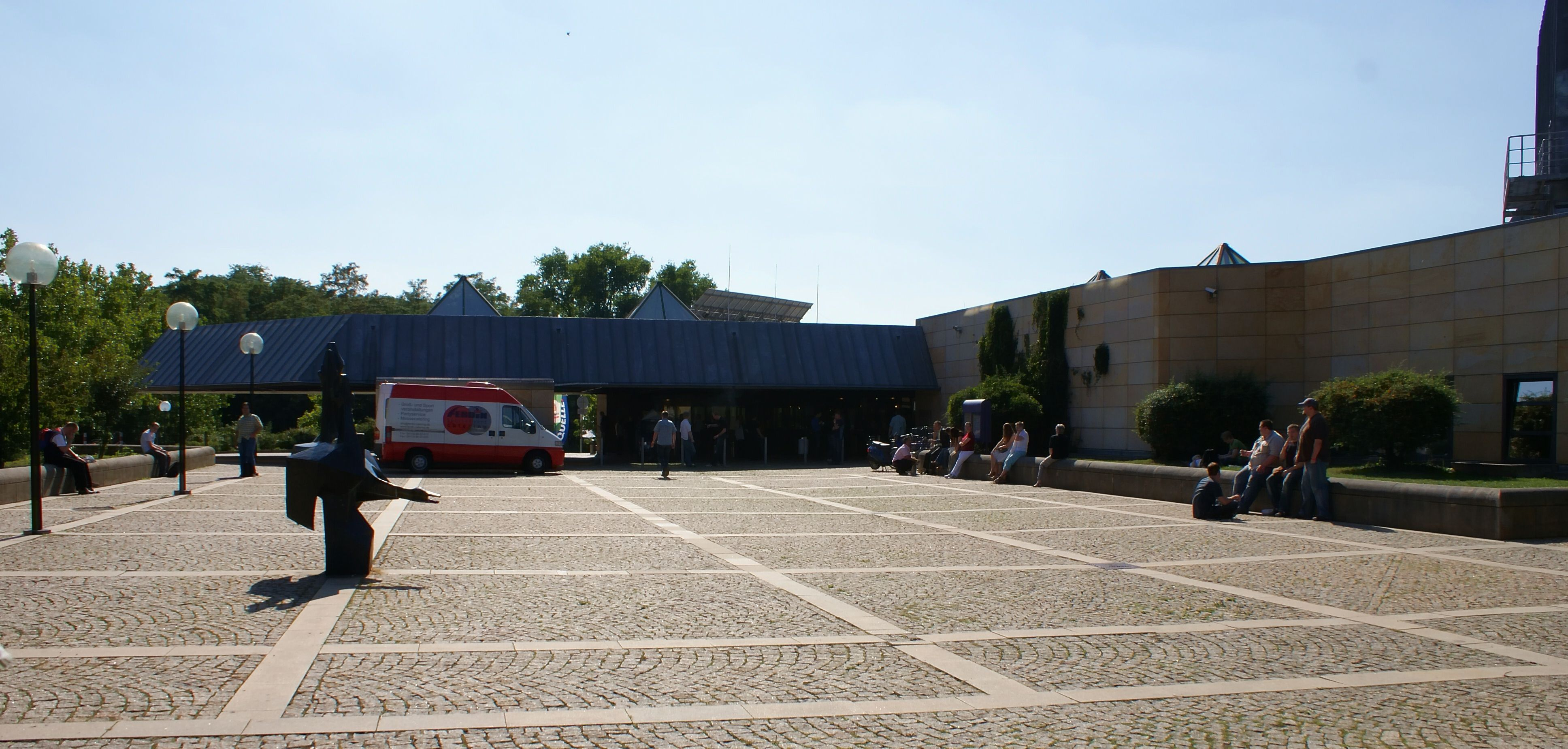
Außenansicht der Fürther Stadthalle – seit 2006 Austragungsort des Paul Hunter Classic

Im Vorfeld des Turniers waren die Veranstalter des Turniers besorgt um die Absagen einiger Profis, die aufgrund der zeitgleich stattfindenden Northern Ireland Trophy nicht nach Fürth anreisen konnten. Nachdem die Northern Ireland Trophy bisher immer erst im späten Herbst des Jahres stattfand, verlegte die WSA das Turnier in diesem Jahr bewusst auf die letzten Tage des Augustes, um dem Turnier in Fürth zu schaden. Die WSA sieht es als nachteilig an, dass das Paul-Hunter Classic kein Weltranglisten-Turnier ist. Außerdem dürfte ein weiterer Grund für die Verlegung sein, dass das Turnier in Fürth in keiner Weise von der WSA abhängig ist.
In der Folge konnten nur jene Spieler nach Fürth anreisen, die in Belfast das Halbfinale nicht erreichten.

## Allgemeines
Das Turnier fand zum dritten Mal in Folge in der Stadthalle in Fürth statt. Da die Räumlichkeiten dort sehr groß sind, konnte auf insgesamt 6 Tischen gespielt werden, wobei 2 davon in einem abgetrennten Saal standen und als „Maintables“ dienten. Dort fanden beide Halbfinals und das Finale statt. Zuschauer mit preisgünstigeren Tickets hatten zunächst keinen Zutritt zu den beiden Maintables, jedoch wurde vor dem Halbfinale die Trennwand geöffnet, um allen Zuschauern die Sicht auf die beiden Tische zu ermöglichen. Außerdem wurde das Finale auf einer Leinwand in der Halle übertragen.
Das Fotografieren war während der Spiele erlaubt, allerdings ohne Blitz oder Entfernungsmesser.

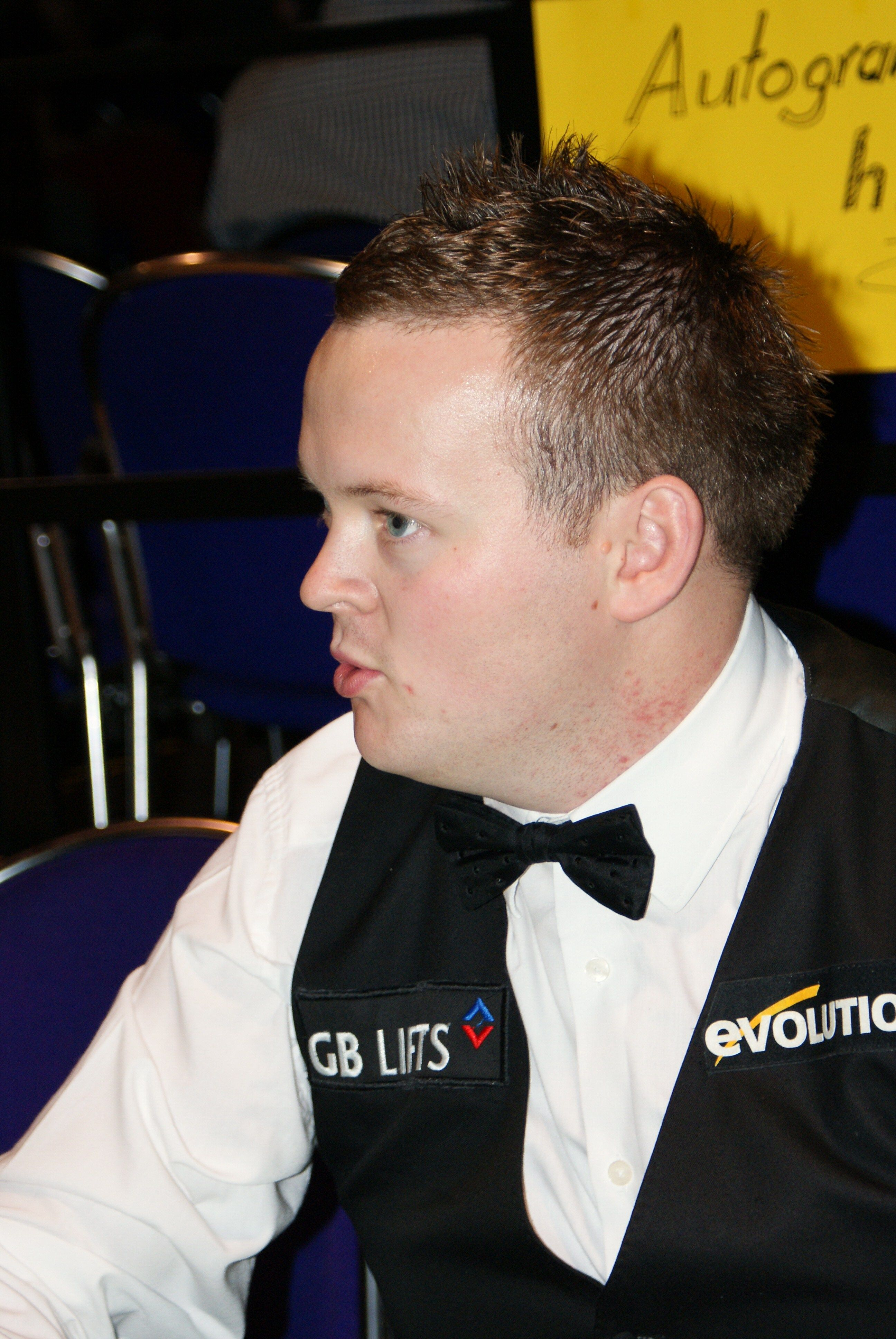
Der Turniersieger: Shaun Murphy

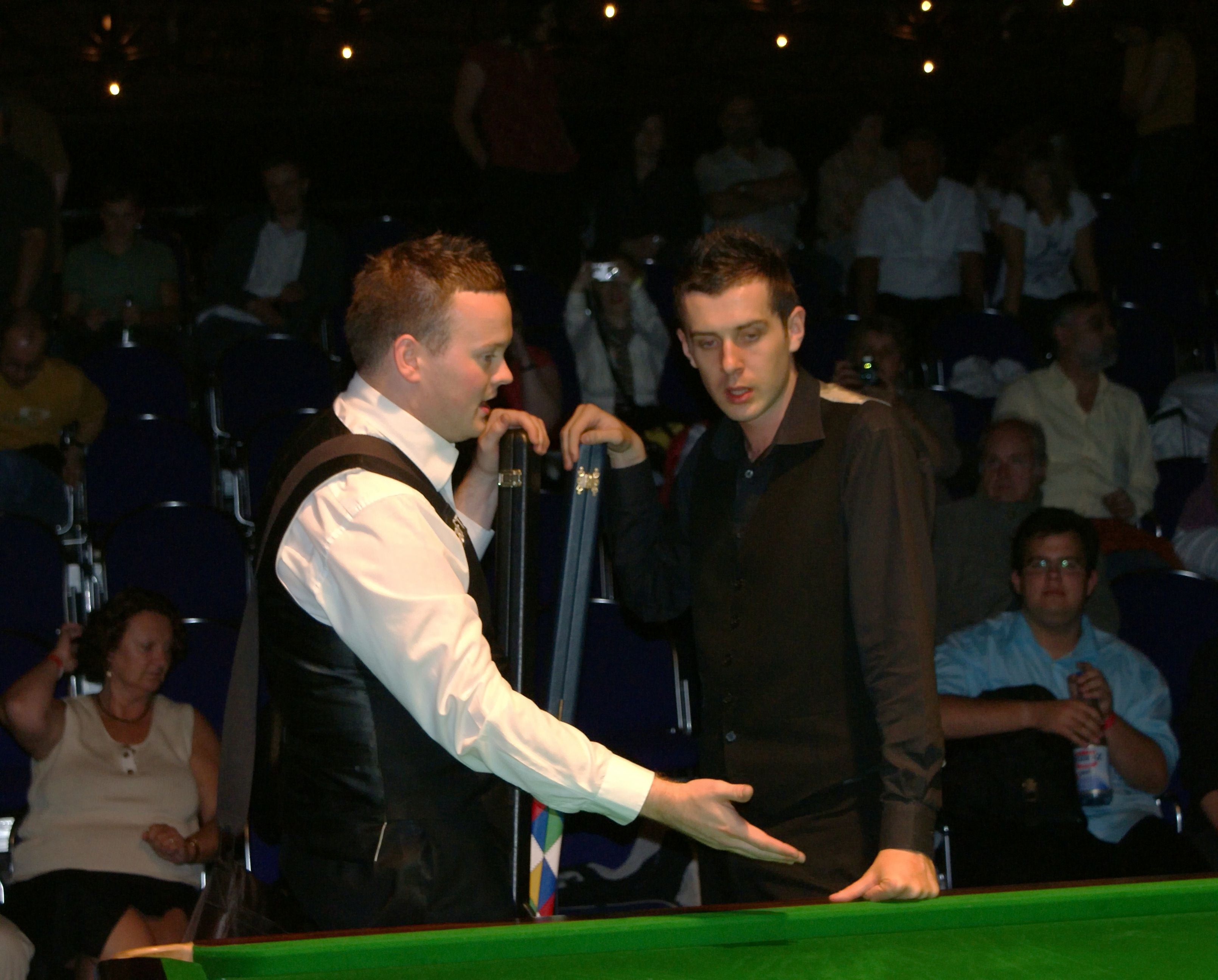
Die beiden Finalisten Shaun Murphy und Mark Selby im Gespräch

## Turnierverlauf

### Gruppenphase
In der Gruppenphase wurde „Best of 3“ Frames gespielt.
Fast alle Profispieler konnten in ihrer Gruppe souverän Gruppensieger werden. Lediglich der spätere Turniersieger Shaun Murphy musste in der Gruppenphase seine einzige Niederlage im Turnier kassieren und wurde nach dem 1:2 gegen Wolfgang Brandmeier als einziger Profi Gruppenzweiter.

### Endrunde
In der Endrunde wurde bis zum Finale „Best of 5“ Frames gespielt.

#### 1. Runde
Dass Shaun Murphy in seiner Gruppe nur Zweiter wurde, hatte zur Folge, dass dieser bereits in der Runde der letzten 64 Spieler auf einen anderen Profispieler traf. Jedoch besiegte er Tony Drago, der zuvor in seiner Gruppe überzeugte, knapp mit 3:2. Auch alle anderen Profispieler konnten ihre Spiele, zumeist mit 3:0, gegen Amateurspieler gewinnen. Der Deutsche Snookerspieler Lasse Münstermann besiegte seinen Gegner Andy Kusan klar mit 3:0.

#### 2. Runde
Auch in der zweiten Runde konnten sich alle Profispieler erwartungsgemäß souverän durchsetzen. So besiegte der Titelanwärter Mark Selby seinen deutschen Gegner Sascha Lippe mit 3:1. Auch Shaun Murphy konnte sich gegen seinen Gegner durchsetzten und sollte in der nächsten Runde auf Barry Pinches treffen.

#### 3. Runde
Mit dem Duell Shaun Murphy gegen Barry Pinches kam es in der 3. Runde zu einer spannenden Begegnung. Das Spiel war ausgeglichen und wurde erst auf die letzte schwarze Kugel entschieden. Letztendlich konnte sich Shaun Murphy mit 3:2 durchsetzten und Barry Pinches schied aus dem Turnier aus.
Ricky Walden besiegte den mehrmaligen Weltmeister Steve Davis mit 3:1 und machte sich mit einer starken Leistung zum Titelfavoriten.
Überraschend war auch die Leistung des Amateurs Lasse Münstermann, der Matthew Stevens, den Vize-Weltmeister von 2000 und 2005, mit 3:0 bezwang.

#### Achtelfinale
Im Achtelfinale war Lasse Münstermann der letzte verbliebene Amateurspieler des Turniers. Wieder zeigte er eine starke Leistung und konnte den zweimaligen Weltmeister Mark Williams mit 3:0 aus dem Turnier ausschalten. Außerdem feierte Ricky Walden einen weiteren Erfolg, indem er Joe Perry klar mit 3:0 besiegte.
In einem ausgeglichenen Duell setzte sich Michael Judge gegen den Australier Neil Robertson durch und war damit der letzte verbleibende Ire im Turnier neben dem Deutschen Lasse Münstermann und 6 englischen Spielern.

#### Viertelfinale
Im Viertelfinale musste sich Lasse Münstermann vom Turnier verabschieden, nachdem ihm Jimmy White beim 0:3 keine Chance ließ.
Sein Gegner im Halbfinale sollte Mark Selby sein, der sich im Duell mit Nigel Bond knapp mit 3:2 durchsetzen konnte.
Ricky Walden führte seine starken Leistungen fort und schlug Michael Judge mit 3:1.
Im letzten Viertelfinale musste sich Stuart Bingham mit 1:3 gegen Shaun Murphy geschlagen geben.

#### Halbfinale
Das erste Halbfinale hieß: Shaun Murphy gegen Ricky Walden. Das Spiel war von vielen hohen Breaks gekennzeichnet. Zunächst ging Ricky Walden mit 1:0 in Führung, in Frame 2 glich Murphy zum 1:1 aus. Mit zwei Breaks von 84 und 50 Punkten holte sich Walden den dritten Frame und ging wieder mit 2:1 in Führung. Doch erneut konnte Murphy aufholen, sicherte sich die letzten beiden Frames und zog somit ins Finale ein.
Das zweite Halbfinale war weitaus einseitiger, da Mark Selby seinem Gegner Jimmy White kaum Chancen ließ. Durch zwei hohe Breaks ging Selby mit 2:0 in Führung und machte mit einem Century-Break im dritten Frame den Final-Einzug perfekt.

#### Finale
Im Finale wurde „Best of 7“ Frames gespielt.
Im Finale trafen zwei Spieler aufeinander, die bereits vor dem Turnier als Favoriten galten. Der Weltmeister von 2005 Shaun Murphy gegen den Vize-Weltmeister von 2007 Mark Selby. Dementsprechend wurde von den Zuschauern ein packendes Duell zweier Profis erwartet.
Jedoch war das Spiel einseitig zu Gunsten von Shaun Murphy. Letztendlich musste sich Mark Selby mit 0:4 geschlagen geben, nachdem sich Shaun Murphy teils durch hohe Breaks, teils durch gute Safeties, alle 4 Frames sicherte.
Nach dem Finale erhielt Shaun Murphy neben dem Siegerpokal auch die Auszeichnung für das höchste Break von 146 Punkten.

## Statistik ab dem Achtelfinale
|  | Achtelfinale 29/30. August 2008 | Achtelfinale 29/30. August 2008 | Achtelfinale 29/30. August 2008 |                   |   | Viertelfinale 31. August 2008 | Viertelfinale 31. August 2008 | Viertelfinale 31. August 2008 |  |  | Halbfinale 31. August 2008 | Halbfinale 31. August 2008 | Halbfinale 31. August 2008 |  |  | Finale 31. August 2008 | Finale 31. August 2008 | Finale 31. August 2008 |
|  |                                 |                                 |                                 |                   |   |                               |                               |                               |  |  |                            |                            |                            |  |  |                        |                        |                        |
|  |                                 | Shaun Murphy                    | 3                               |                   |   |                               |                               |                               |  |  |                            |                            |                            |  |  |                        |                        |                        |
|  |                                 | Gerard Greene                   | 0                               |                   |   |                               |                               |                               |  |  |                            |                            |                            |  |  |                        |                        |                        |
|  |                                 | Gerard Greene                   | 0                               | Shaun Murphy      | 3 |                               |                               |                               |  |  |                            |                            |                            |  |  |                        |                        |                        |
|  |                                 |                                 |                                 | Shaun Murphy      | 3 |                               |                               |                               |  |  |                            |                            |                            |  |  |                        |                        |                        |
|  |                                 |                                 |                                 | Stuart Bingham    | 1 |                               |                               |                               |  |  |                            |                            |                            |  |  |                        |                        |                        |
|  |                                 | Paul Davies                     | 0                               | Stuart Bingham    | 1 |                               |                               |                               |  |  |                            |                            |                            |  |  |                        |                        |                        |
|  |                                 |                                 |                                 |                   |   |                               |                               |                               |  |  |                            |                            |                            |  |  |                        |                        |                        |
|  |                                 | Stuart Bingham                  | 3                               |                   |   |                               |                               |                               |  |  |                            |                            |                            |  |  |                        |                        |                        |
|  |                                 | Stuart Bingham                  | 3                               | Shaun Murphy      | 3 |                               |                               |                               |  |  |                            |                            |                            |  |  |                        |                        |                        |
|  |                                 |                                 |                                 | Shaun Murphy      | 3 |                               |                               |                               |  |  |                            |                            |                            |  |  |                        |                        |                        |
|  |                                 |                                 | Ricky Walden                    | 2                 |   |                               |                               |                               |  |  |                            |                            |                            |  |  |                        |                        |                        |
|  |                                 | Joe Perry                       | Ricky Walden                    | 2                 | 0 |                               |                               |                               |  |  |                            |                            |                            |  |  |                        |                        |                        |
|  |                                 |                                 |                                 |                   | 0 |                               |                               |                               |  |  |                            |                            |                            |  |  |                        |                        |                        |
|  |                                 | Ricky Walden                    | 3                               |                   |   |                               |                               |                               |  |  |                            |                            |                            |  |  |                        |                        |                        |
|  |                                 | Ricky Walden                    | 3                               | Ricky Walden      | 3 |                               |                               |                               |  |  |                            |                            |                            |  |  |                        |                        |                        |
|  |                                 |                                 |                                 | Ricky Walden      | 3 |                               |                               |                               |  |  |                            |                            |                            |  |  |                        |                        |                        |
|  |                                 |                                 |                                 | Michael Judge     | 1 |                               |                               |                               |  |  |                            |                            |                            |  |  |                        |                        |                        |
|  |                                 | Michael Judge                   | 3                               | Michael Judge     | 1 |                               |                               |                               |  |  |                            |                            |                            |  |  |                        |                        |                        |
|  |                                 |                                 |                                 |                   |   |                               |                               |                               |  |  |                            |                            |                            |  |  |                        |                        |                        |
|  |                                 | Neil Robertson                  | 1                               |                   |   |                               |                               |                               |  |  |                            |                            |                            |  |  |                        |                        |                        |
|  |                                 | Neil Robertson                  | 1                               | Shaun Murphy      | 4 |                               |                               |                               |  |  |                            |                            |                            |  |  |                        |                        |                        |
|  |                                 |                                 |                                 |                   |   |                               |                               |                               |  |  |                            |                            |                            |  |  |                        |                        |                        |
|  |                                 |                                 | Mark Selby                      | 0                 |   |                               |                               |                               |  |  |                            |                            |                            |  |  |                        |                        |                        |
|  |                                 | Ryan Day                        | Mark Selby                      | 0                 | 1 |                               |                               |                               |  |  |                            |                            |                            |  |  |                        |                        |                        |
|  |                                 |                                 |                                 |                   | 1 |                               |                               |                               |  |  |                            |                            |                            |  |  |                        |                        |                        |
|  |                                 | Mark Selby                      | 3                               |                   |   |                               |                               |                               |  |  |                            |                            |                            |  |  |                        |                        |                        |
|  |                                 | Mark Selby                      | 3                               | Mark Selby        | 3 |                               |                               |                               |  |  |                            |                            |                            |  |  |                        |                        |                        |
|  |                                 |                                 |                                 | Mark Selby        | 3 |                               |                               |                               |  |  |                            |                            |                            |  |  |                        |                        |                        |
|  |                                 |                                 |                                 | Nigel Bond        | 2 |                               |                               |                               |  |  |                            |                            |                            |  |  |                        |                        |                        |
|  |                                 | Mark King                       | 1                               | Nigel Bond        | 2 |                               |                               |                               |  |  |                            |                            |                            |  |  |                        |                        |                        |
|  |                                 |                                 |                                 |                   |   |                               |                               |                               |  |  |                            |                            |                            |  |  |                        |                        |                        |
|  |                                 | Nigel Bond                      | 3                               |                   |   |                               |                               |                               |  |  |                            |                            |                            |  |  |                        |                        |                        |
|  |                                 | Nigel Bond                      | 3                               | Mark Selby        | 3 |                               |                               |                               |  |  |                            |                            |                            |  |  |                        |                        |                        |
|  |                                 |                                 |                                 | Mark Selby        | 3 |                               |                               |                               |  |  |                            |                            |                            |  |  |                        |                        |                        |
|  |                                 |                                 | Jimmy White                     | 0                 |   |                               |                               |                               |  |  |                            |                            |                            |  |  |                        |                        |                        |
|  |                                 | Lasse Münstermann               | Jimmy White                     | 0                 | 3 |                               |                               |                               |  |  |                            |                            |                            |  |  |                        |                        |                        |
|  |                                 |                                 |                                 |                   |   |                               |                               |                               |  |  |                            |                            |                            |  |  |                        |                        |                        |
|  |                                 | Mark J. Williams                | 0                               |                   |   |                               |                               |                               |  |  |                            |                            |                            |  |  |                        |                        |                        |
|  |                                 | Mark J. Williams                | 0                               | Lasse Münstermann | 0 |                               |                               |                               |  |  |                            |                            |                            |  |  |                        |                        |                        |
|  |                                 |                                 |                                 | Lasse Münstermann | 0 |                               |                               |                               |  |  |                            |                            |                            |  |  |                        |                        |                        |
|  |                                 |                                 |                                 | Jimmy White       | 3 |                               |                               |                               |  |  |                            |                            |                            |  |  |                        |                        |                        |
|  |                                 | Jimmy White                     | 3                               | Jimmy White       | 3 |                               |                               |                               |  |  |                            |                            |                            |  |  |                        |                        |                        |
|  |                                 |                                 |                                 |                   |   |                               |                               |                               |  |  |                            |                            |                            |  |  |                        |                        |                        |
|  |                                 | Munraj Pal                      | 1                               |                   |   |                               |                               |                               |  |  |                            |                            |                            |  |  |                        |                        |                        |

| Finale: Best of 7 Frames Stadthalle, Fürth, Deutschland, 31. August 2008 |                |            |
| Shaun Murphy                                                             | 4:0            | Mark Selby |
| ??:?? (65), ??:?? (56), 80:1, 85:17                                      |                |            |
| 65                                                                       | Höchstes Break | –          |
| –                                                                        | Century-Breaks | –          |
| 2                                                                        | 50+-Breaks     | –          |

## Bildergalerie

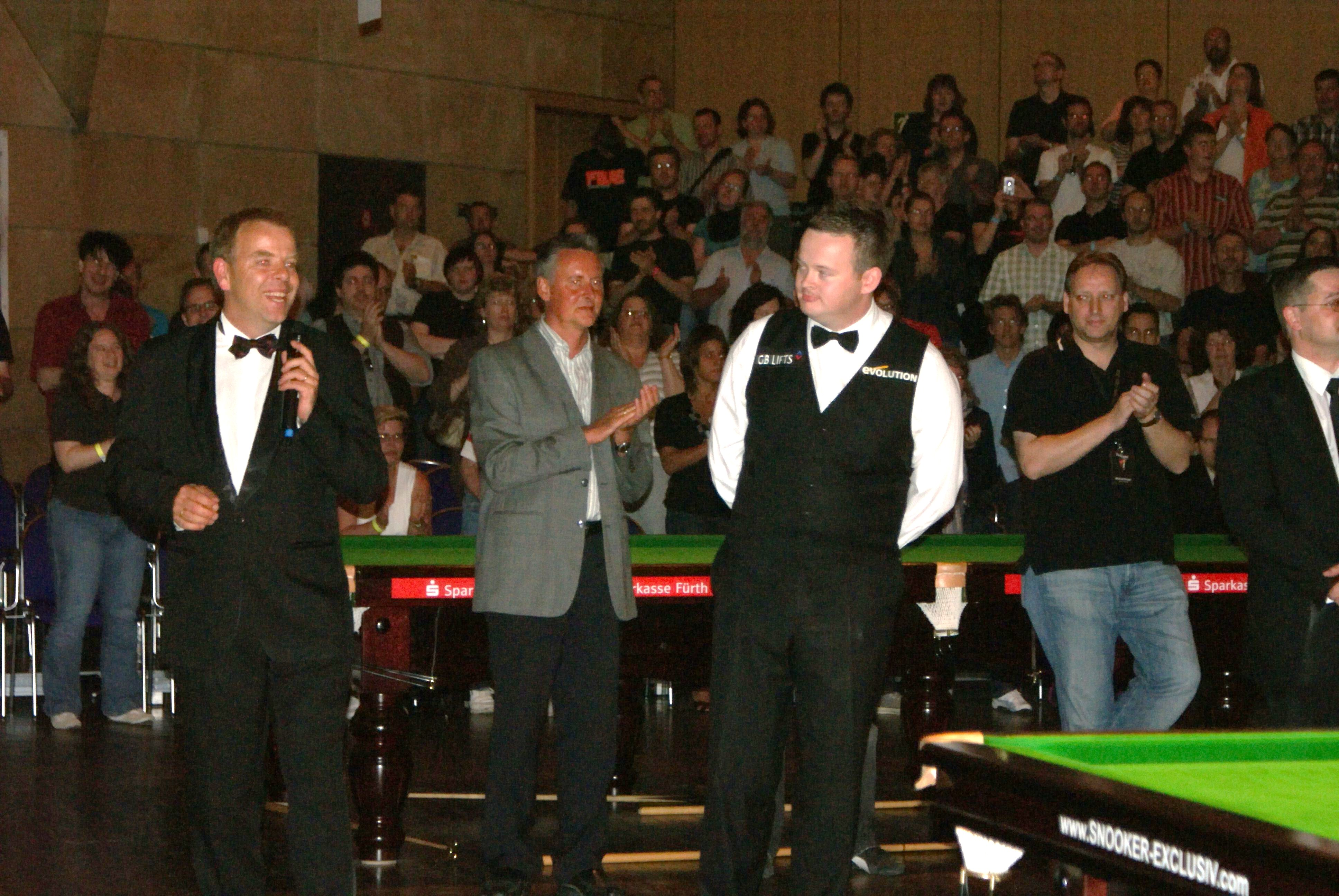
Der Sieger Shaun Murphy bei der Preisverleihung
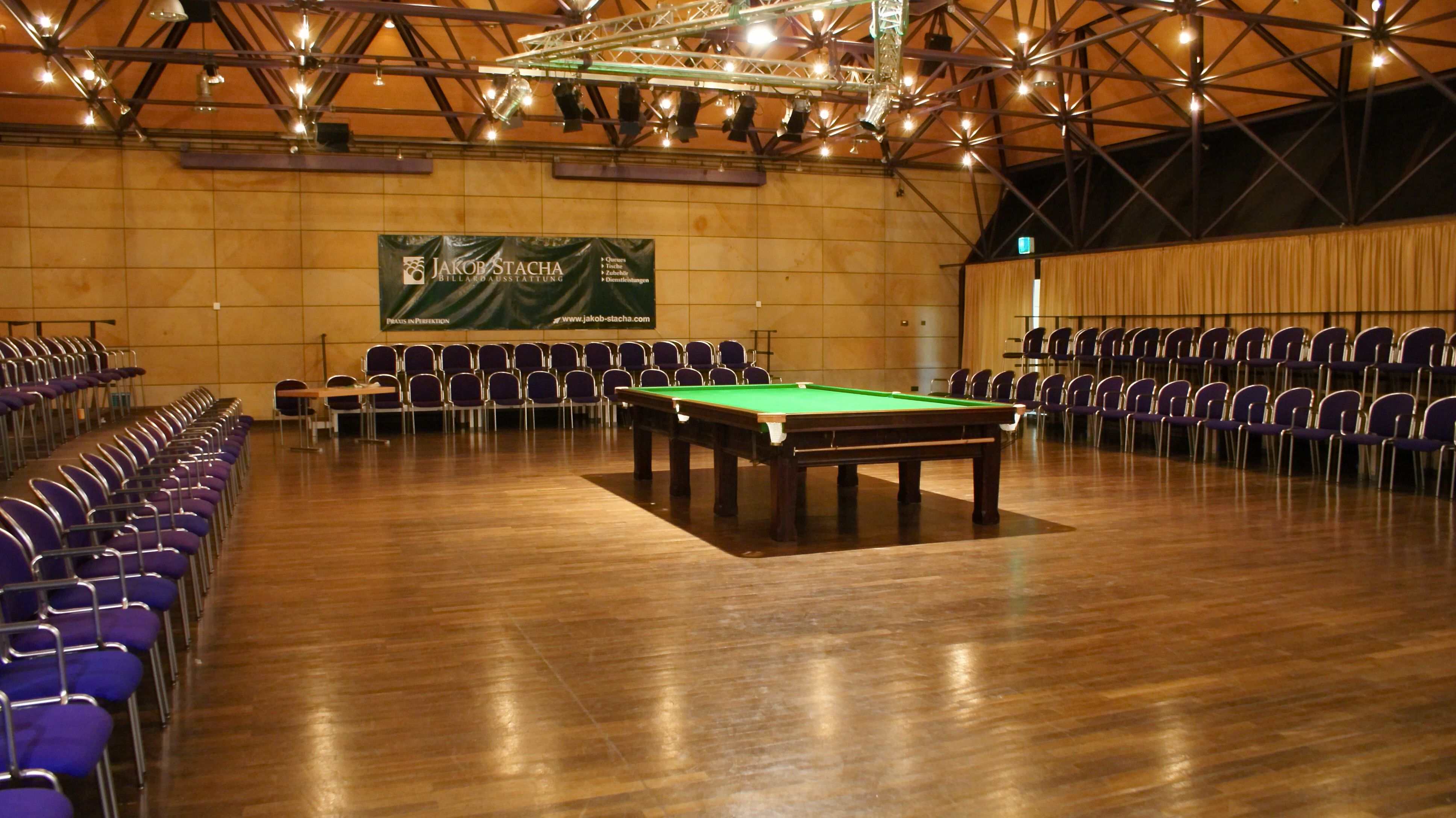
Innenansicht der Stadthalle Hier: Tisch 6
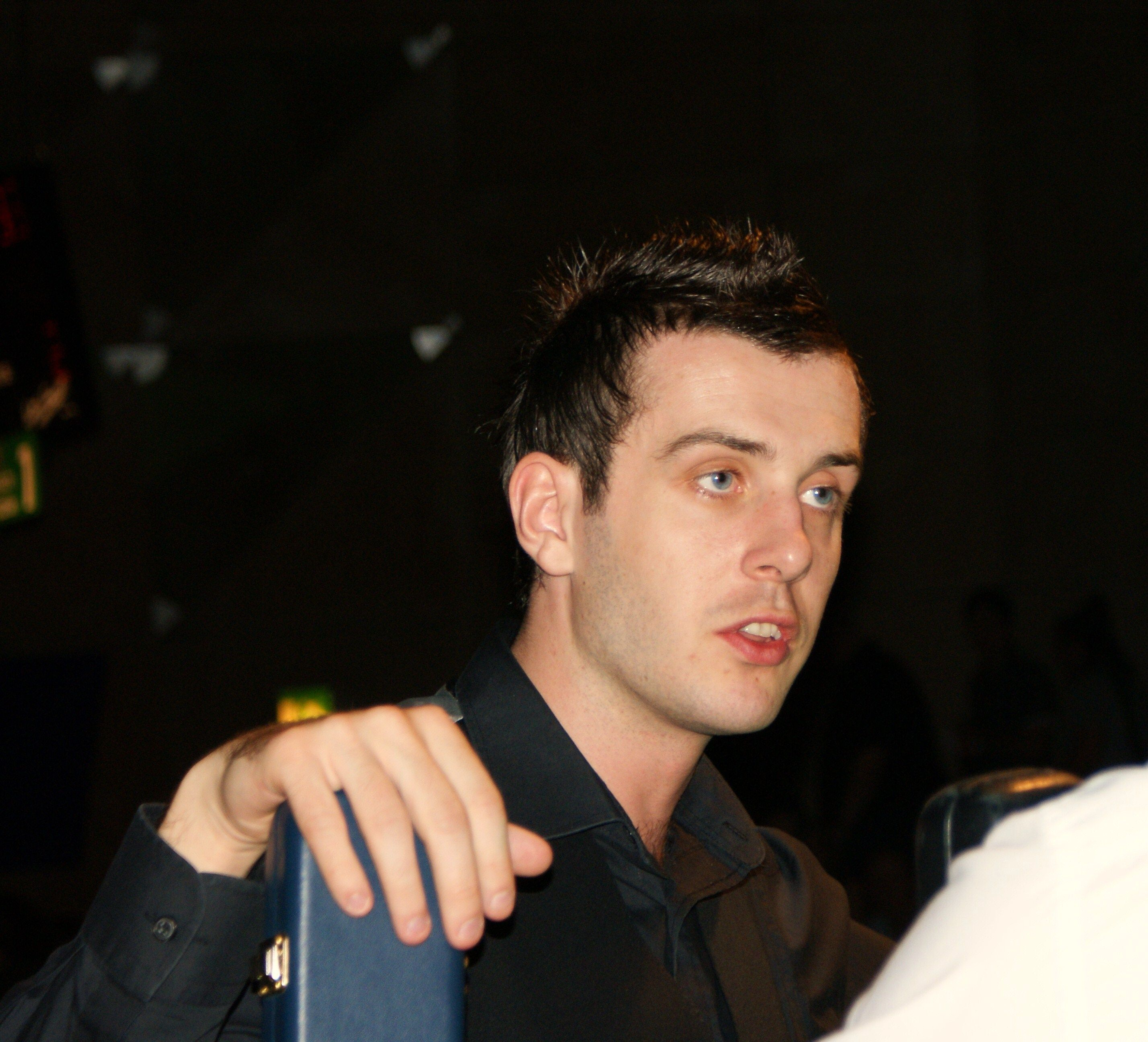
Der Finalist Mark Selby
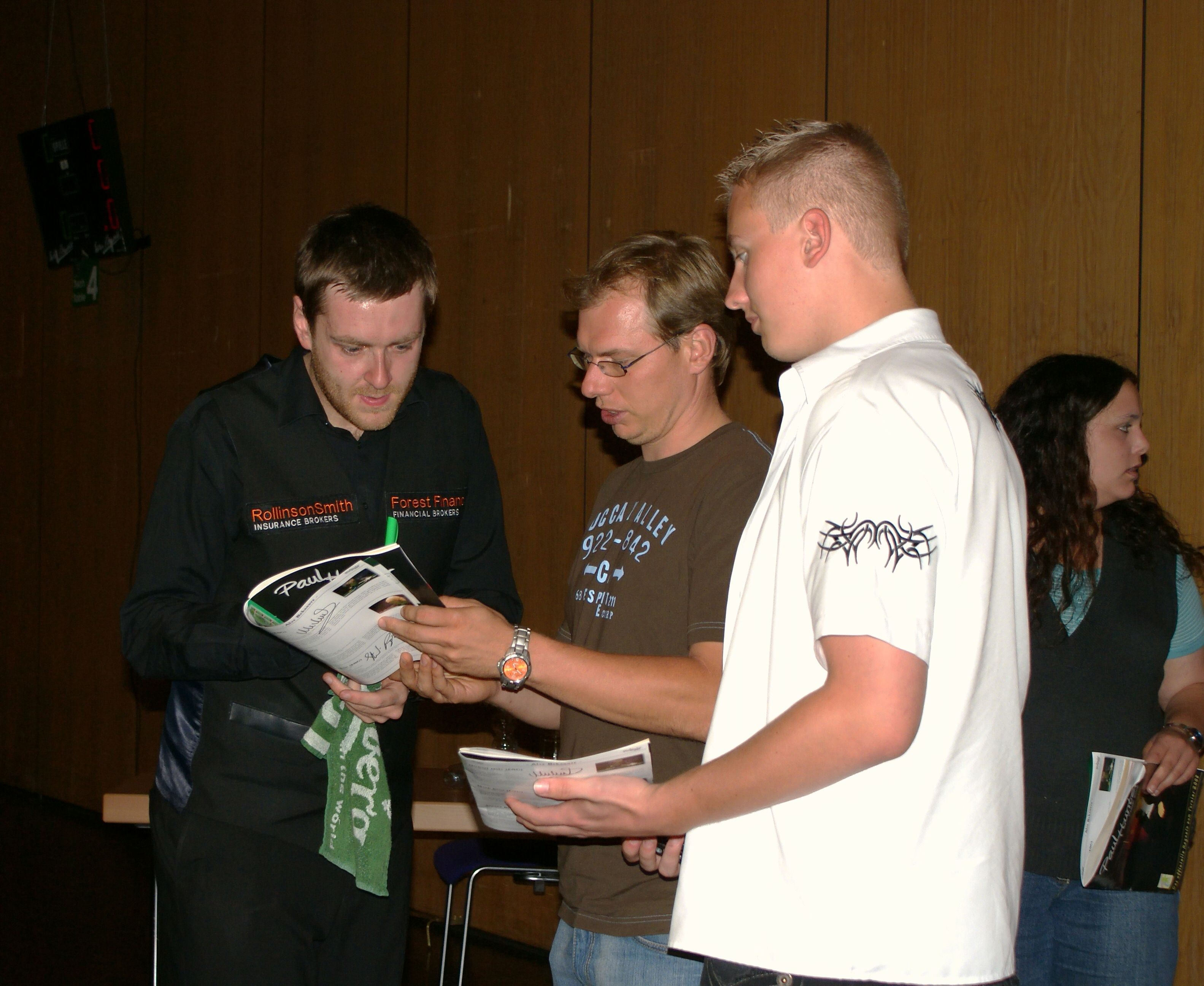
Ricky Walden beim Autogramme-Schreiben